# Ordre de bataille de l'armée allemande en 1914

Drapeau (Kriegsflagge) utilisé de 1903 à 1919 par la Deutsches Heer, l'armée de l'Empire allemand.

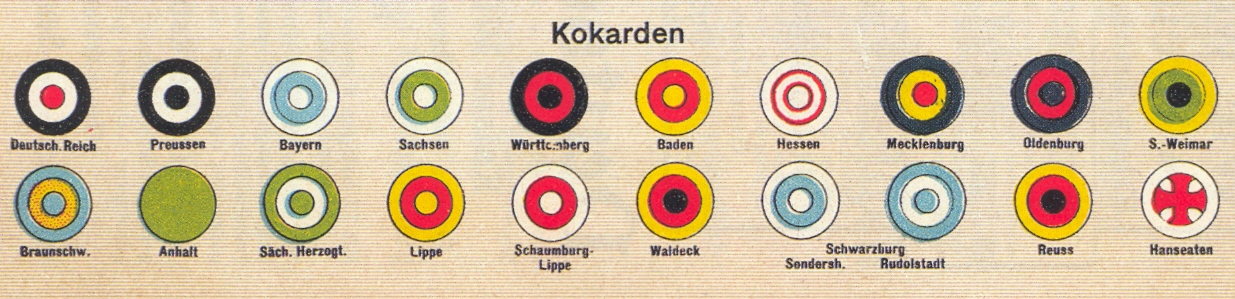
Cocardes latérales de casques ou frontales de casquettes et de bonnets aux couleurs des différents États de l'Empire.

L’ordre de bataille de l'armée allemande en 1914 fournit l'organisation de la Deutsches Heer juste après sa mobilisation et sa concentration (terminées le 18 août 1914). Cet ordre de bataille est très proche de celle de son adversaire français : les forces sont structurées en un petit nombre d'armées, chacune subdivisée en corps d'armée composé de deux à trois divisions.
Cette organisation change dès la seconde partie du mois août par l'affectation des réserves (Ersatzdivisionen, IX. R.K., Marinediv., etc.) et le transfert de quelques corps d'armée. Cette évolution se poursuivra durant toute la Première Guerre mondiale, avec notamment la création de nouvelles grandes unités.
Chaque unité est présentée ici d'abord avec son abréviation réglementaire, puis par le nom de l'unité en allemand et son lieu de garnison (de temps de paix).

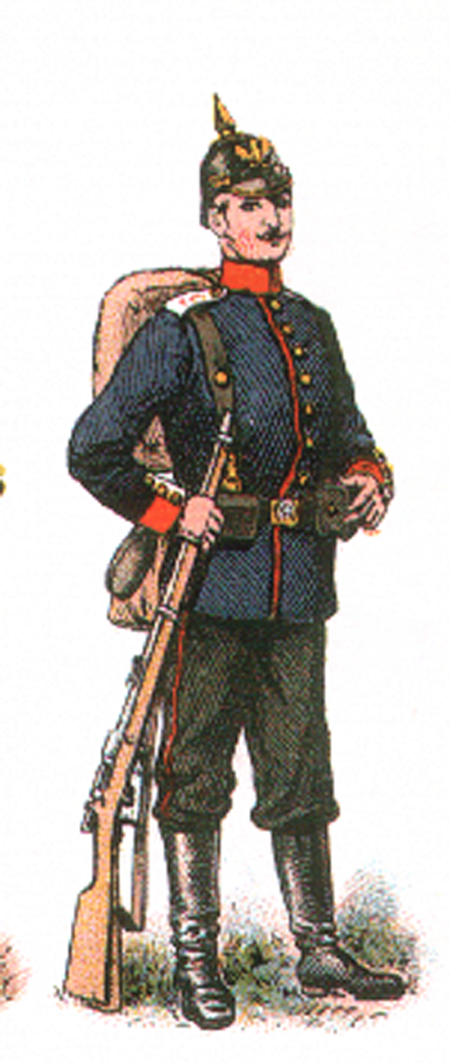
Fantassin du Schleswig (IR 84 - Infanterie-Regiment „von Manstein“ (Schleswigsches) Nr. 84) en uniforme de service.

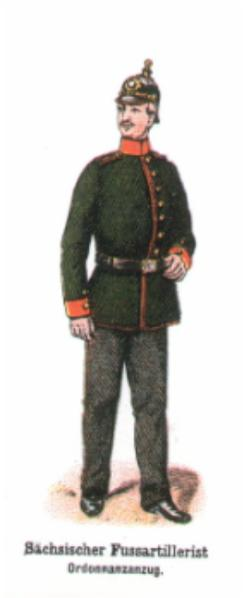
Artilleur du Fuß-AR 12 - 1. Königlich Sächsisches Fußartillerie-Regiment Nr. 12 (Metz) détaché du XIX. AK au XVI. AK

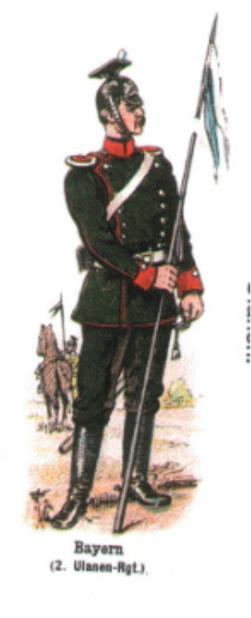
Uhlan bavarois du Ulanen-Regiment „König“ Nr. 2, Bay.Kav.Korps, 4. bay. Kavalerie Brigade

## Organisation en temps de paix
La préparation de la mobilisation, l'étude des armées adverses et l'entraînement des officiers d'état-major sont les missions confiées au Grand État-Major général (großer Generalstab) de Berlin. Dès le temps de paix, huit « inspections d'armée » (Armee-Inspektionen) existent, destinées à servir de noyaux aux futurs états-majors d'armée organisées lors de l'entrée en guerre, chacune dirigée par un Generalinspekteur ayant le grade de Generaloberst (dans l'ordre des inspections : Prittwitz, Heeringen, Bülow, Bayern, Baden, Wurtemberg, Eichhorn et Kluck). Les troupes en garnison sont regroupées au sein de 25 corps d'armée (Armeekorps : A.K.), répartis sur le territoire de l'Empire à raison d'un pour chacune des 24 régions de corps d'armée (Korpsbereiche) auxquels se rajoute le corps d'armée de la Garde.
Chaque corps d'armée regroupe deux divisions, ce qui fait un total en temps de paix de 50 divisions (dont six bavaroises et deux de la Garde). Chaque division est à quatre brigades : deux brigades d'infanterie (chacune de deux régiments à trois bataillons), une brigade de cavalerie (à deux régiments de cinq escadrons) et une brigade d'artillerie (à deux régiments, soit douze batteries). S'y rajoute la division de cavalerie de la Garde.

Organisation territoriale de l'armée allemande en temps de paix
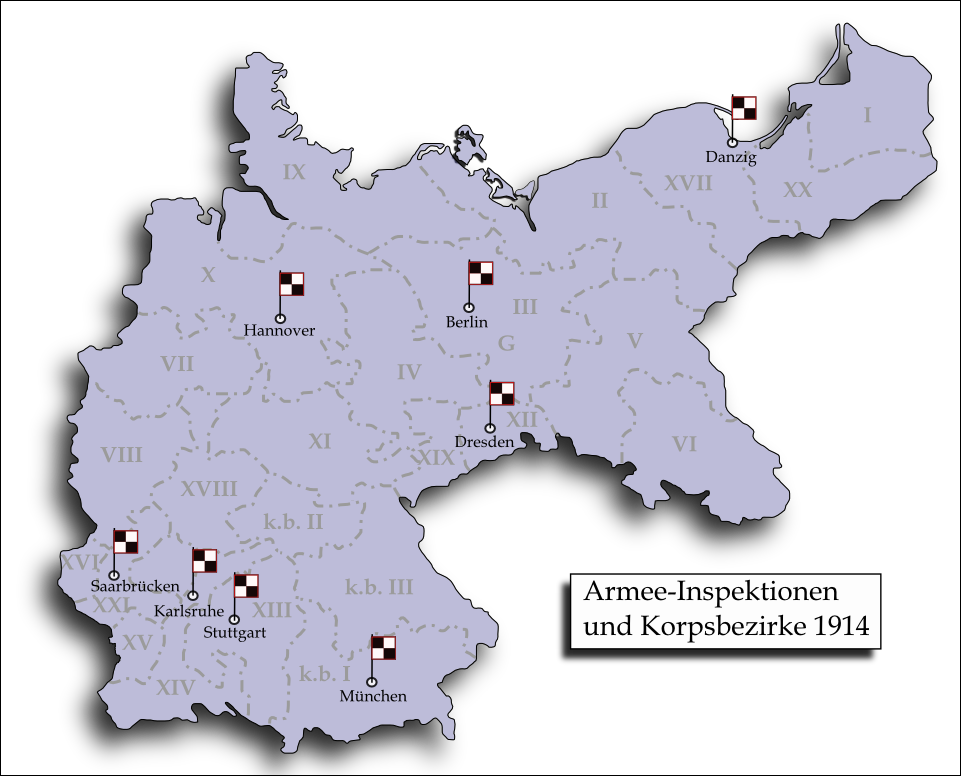
Carte des Armee-Inspektionen en 1914.
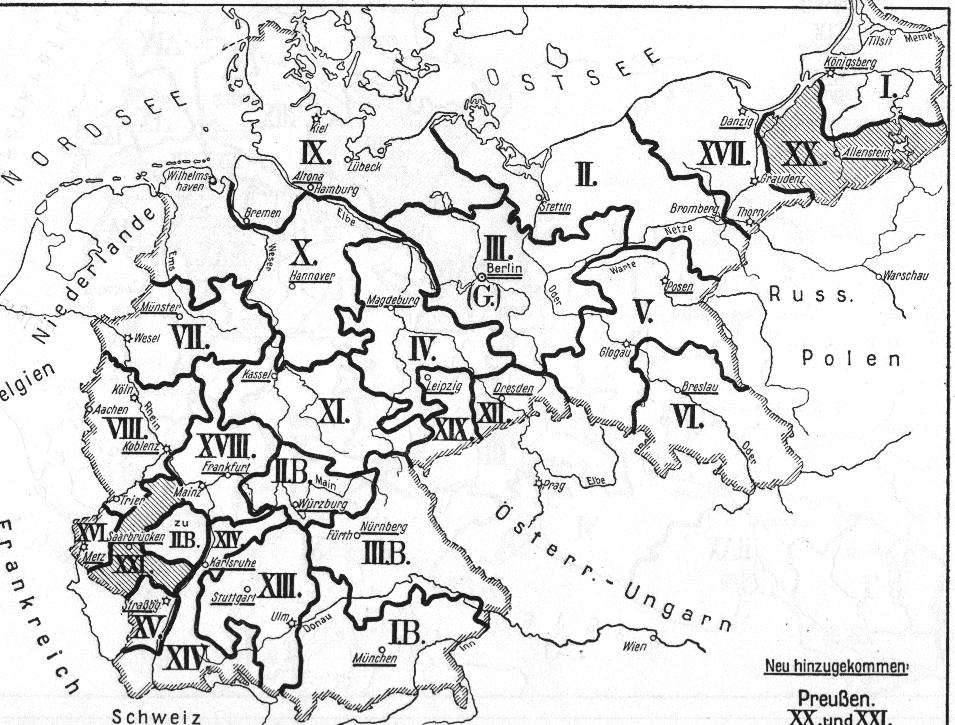
Carte des Korpsbereiche (en grisé : les deux nouveaux corps créés en 1912).

| Inspections de l'armée | Sièges des inspections | Corps d'armée | Sièges des A.K.       | Régions de recrutement                      | Divisions d'infanterie |
| ---------------------- | ---------------------- | ------------- | --------------------- | ------------------------------------------- | ---------------------- |
| 1. Armee-Inspektion    | Dantzig                | I. A.K.       | Königsberg            | Nord-Est de la province de Prusse-Orientale | 1re et 2e              |
| 1. Armee-Inspektion    | Dantzig                | XVII. A.K.    | Dantzig               | Province de Prusse-Occidentale              | 35e et 36e             |
| 1. Armee-Inspektion    | Dantzig                | XX. A.K.      | Allenstein            | Sud-Ouest de la Prusse-Orientale            | 37e et 41e             |
| 2. Armee-Inspektion    | Berlin                 | Garde         | Berlin                | tout l'Empire                               | 1re et 2e Garde        |
| 2. Armee-Inspektion    | Berlin                 | XII. A.K.     | Dresde                | Est de la Saxe                              | 23e et 32e             |
| 2. Armee-Inspektion    | Berlin                 | XIX. A.K.     | Leipzig               | Ouest de la Saxe                            | 24e et 40e             |
| 3. Armee-Inspektion    | Hanovre                | VII. A.K.     | Münster               | Westphalie                                  | 13e et 14e             |
| 3. Armee-Inspektion    | Hanovre                | IX. A.K.      | Altona                | Mecklembourg et Schleswig-Holstein          | 17e et 18e             |
| 3. Armee-Inspektion    | Hanovre                | X. A.K.       | Hanovre               | Hanovre, Oldenbourg et Brunswick            | 19e et 20e             |
| 4. Armee-Inspektion    | Munich                 | III. A.K.     | Berlin                | Brandebourg                                 | 5e et 6e               |
| 4. Armee-Inspektion    | Munich                 | I. bay.A.K.   | Munich                | Sud de la Bavière                           | 1re et 2e bavaroises   |
| 4. Armee-Inspektion    | Munich                 | II. bay.A.K.  | Wurtzbourg            | Basse-Franconie et Palatinat                | 3e et 4e bavaroises    |
| 4. Armee-Inspektion    | Munich                 | III. bay.A.K. | Nuremberg             | Nord de la Bavière                          | 5e et 6e bavaroises    |
| 5. Armee-Inspektion    | Karlsruhe              | VIII .A.K.    | Coblence              | Rhénanie                                    | 15e et 16e             |
| 5. Armee-Inspektion    | Karlsruhe              | XIV. A.K.     | Karlsruhe             | Bade et Haute-Alsace                        | 28e et 29e             |
| 5. Armee-Inspektion    | Karlsruhe              | XV. A.K.      | Strasbourg            | Basse-Alsace                                | 30e et 39e             |
| 6. Armee-Inspektion    | Stuttgart              | IV. A.K.      | Magdebourg            | Province de Saxe                            | 7e et 8e               |
| 6. Armee-Inspektion    | Stuttgart              | XI. A.K.      | Cassel                | Hesse-Cassel et Thuringe                    | 22e et 38e             |
| 6. Armee-Inspektion    | Stuttgart              | XIII. A.K.    | Stuttgart             | Wurtemberg                                  | 26e et 27e             |
| 7. Armee-Inspektion    | Sarrebruck             | XVI. A.K.     | Metz                  | Ouest de la Lorraine                        | 33e et 34e             |
| 7. Armee-Inspektion    | Sarrebruck             | XVIII. A.K.   | Francfort-sur-le-Main | Hesse                                       | 21e et 25e             |
| 7. Armee-Inspektion    | Sarrebruck             | XXI. A.K.     | Sarrebruck            | Sarre et Est de la Lorraine                 | 31e et 42e             |
| 8. Armee-Inspektion    | Berlin                 | II. A.K.      | Stettin               | Poméranie                                   | 3e et 4e               |
| 8. Armee-Inspektion    | Berlin                 | V. A.K.       | Posen                 | Posnanie et Basse-Silésie                   | 9e et 10e              |
| 8. Armee-Inspektion    | Berlin                 | VI. A.K.      | Breslau               | Haute-Silésie                               | 11e et 12e             |

## Mobilisation et concentration

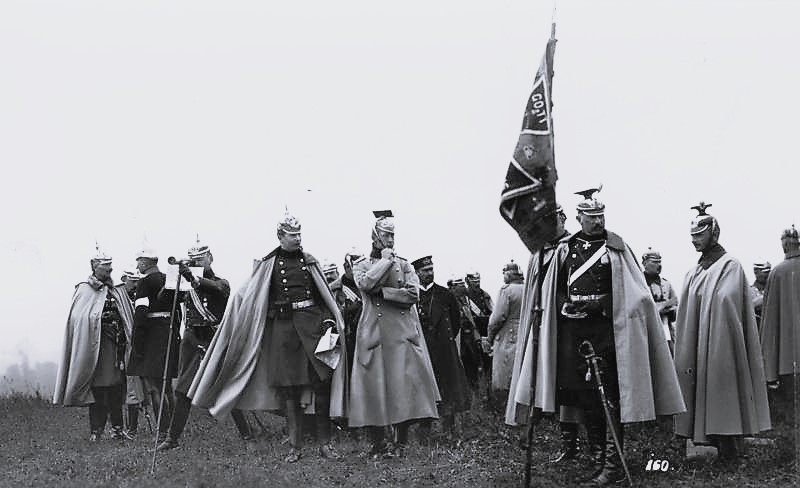
L'empereur d'Allemagne a le titre de commandant suprême de l'armée. Ici l'empereur Guillaume II, le prince Auguste-Guillaume et le Kronprinz Guillaume lors des Kaisermanöver de 1908, en Alsace-Lorraine.

À la suite des déclarations de guerre d'août 1914, le Grand État-Major général devient le noyau du « Commandement suprême de l'armée » (Oberste Heeresleitung : OHL), commandé par l'empereur qui dispose en plus de son cabinet militaire, composé de généraux et d'aides-de-camp. Sous son commandement théorique (il ne donne presque aucun ordre, ne se mêlant pas de la conduite des opérations), se trouve le chef de l'État-Major général des armées en campagne (Chef des Generalstabes des Feldheeres) Helmuth von Moltke et le quartier-maître général Hermann von Stein.
Lors de la mobilisation (Mobilmachung), les réservistes renforcent les effectifs des 50 divisions de temps de paix. Chacune de ces dernières devient une division d'infanterie (Infanterie-Division : I.D.), dite aussi « division d'active » pour la différencier des autres divisions formées à la mobilisation ; ces divisions d'active voient leur cavalerie réduite à un seul régiment par division, les brigades de cavalerie entrant dans la composition de dix divisions de cavalerie (à trois brigades avec trois batteries à cheval). Ces divisions de cavalerie, en y rajoutant la division de cavalerie de la Garde, permettent la création de quatre corps de cavalerie.
En plus des unités d'active, il est prévu de constituer 31 divisions de réserve (Reserve-Divisionen : R.D.) et une 3e division de la Garde (formée avec les régiments d'active en excès dans la Garde ainsi que le régiment d'instruction), dont 27 (plus la 3e de la Garde) permettent de constituer 14 corps de réserve (Reservekorps : R.K.) tandis que les quatre dernières restent autonomes. S'y rajoutent 41 brigades de Landwehr (Ldw.-Brig.), dont quatorze sont endivisionnées (pour former la 35. R.D. ainsi que cinq divisions de Landwehr), la division de marine (Marine-Division) et six divisions d’Ersatz.
Le total d'août 1914 est donc de 105 divisions, dont 51 d'infanterie, 11 de cavalerie, 31 de réserve, cinq de Landwehr, six d’Ersatz et une de marine ; à ces grandes unités se rajoutent 37 brigades autonomes de Landwehr, l'équivalent en effectif de 18 divisions (ce qui fait un total de 123). Chaque division d'infanterie regroupe 16 650 combattants, une division de cavalerie 5 000 sabres, une brigade de Landwehr environ 6 500 et une brigade d'Ersatz de 4 à 5 000 hommes ; un corps d'active compte théoriquement 45 660 hommes à l'entrée en guerre, un corps de réserve 37 060 hommes.
Le plan de déploiement allemand (Aufmarschplan) a été préparé par le chef de l'état-major général Moltke le Jeune et mis à jour annuellement (le dernier date du 1er avril 1914, préparé pendant l'hiver 1913-1914). Ce plan, surnommé ultérieurement « plan Schlieffen » du nom du prédécesseur de Moltke jusqu'en 1905, prévoit d'une part la concentration de la majeure partie des armées allemandes à l'ouest (sept armées face aux Français et une seule face aux Russes), d'autre part le passage par la Belgique pour déborder largement les fortifications françaises (en allant jusqu'au-delà de Bruxelles). Cet encerclement par un flanc doit se faire avec une aile droite allemande très forte (1re, 2e et 3e armées) qui doit passer sur la rive gauche de la Meuse en Belgique avant de marcher vers Paris, un centre (4e et 5e armées) qui doit traverser le Massif ardennais en s'alignant sur l'aile marchante pour la protéger, tandis que l'aile gauche (6e et 7e armées) doit occuper l'armée française en s'appuyant sur les fortifications d'Alsace-Lorraine.
Cinq armées, les 2e, 3e, 4e, 5e et 6e, sont dotées d'artillerie de siège. Les mêmes et la 1re armée comprennent un corps de pionniers. La mieux pourvue, la 2e armée, a 14 batteries d'artillerie lourde et 2 régiment de pionniers ; les 5e et 6e armées ont chacune 8 batteries lourdes et 2 régiments de pionniers. Chaque armée est dotée d'une aviation, d'un service de télégraphe et de deux stations de TSF.
|           | Commandants et chefs d'état-major                         | Têtes de colonne                                     | Composition : corps et divisions                                                                                          | Missions                                              |
| 1re armée | Alexandre von Kluck et Hermann von Kuhl                   | de Juliers (Jülich) à Bergheim                       | cinq corps (II., III. & IV. A.K. ; III. & IV. R.K. ; 10., 11. & 27. Ldw.-Brig.), soit 10 DI                               | attaquer par Liège, Bruxelles et Mons                 |
| 2e armée  | Karl von Bülow et Otto von Lauenstein                     | d'Aix-la-Chapelle (Aachen) à Malmedy (Malmünd)       | huit corps (G.K. ; VII., IX. & X. A.K. ; II. Kav.K. ; G.R.K. ; VII. & X. R.K. ; 25. & 29. Ldw.-Brig.), soit 14 DI et 3 DC | attaquer par Liège et Charleroi                       |
| 3e armée  | Max von Hausen et Ernst von Hoeppner                      | de Saint-Vith (Sankt Vith) à Clervaux (Clerf)        | cinq corps (XI., XII. & XIX. A.K. ; I. Kav.K. ; XII. R.K. ; 47. Ldw.-Brig.) soit 8 DI et 2 DC                             | attaquer par Dinant                                   |
| 4e armée  | Albert de Wurtemberg et Walther von Lüttwitz              | de Luxembourg (Luxemburg) à Trèves (Trier)           | six corps (VI., VIII. & XVIII. A.K. ; IV. Kav.K. ; VIII. & XVIII. R.K. ; 49. Ldw.-Brig.) soit 10 DI et 2 DC               | attaquer par Arlon et Neufchâteau                     |
| 5e armée  | Guillaume de Prusse et Konstantin Schmidt von Knobelsdorf | de Thionville (Diedenhofen) à Metz                   | cinq corps (V., XIII. & XVI. A.K. ; V. & VI. R.K. ; 13., 43., 45. & 53. Ldw.-Brig. ; 9. bay.Ldw.-Brig.) soit 10 DI        | attaquer par Longwy, puis investir la place de Verdun |
| 6e armée  | Rupprecht de Bavière et Konrad Krafft von Dellmensingen   | de Saint-Avold (Sankt Avold) à Sarrebourg (Saarburg) | six corps (I., II. & III. bay.A.K. ; XXI. A.K. ; III. Kav.K. ; I. bay.R.K. ; 5. bay.Ldw.-Brig.) soit 10 DI et 3 DC        | défendre entre Metz et Vosges, puis attaquer Nancy    |
| 7e armée  | Josias von Heeringen et Karl von Hänisch                  | de Strasbourg (Straßburg) à Fribourg (Freiburg)      | trois corps (XIV. & XV. A.K. ; XIV. R.K. ; 55. & 60. Ldw.-Brig. ; 1. & 2. bay.Ldw.-Brig.) soit 6 DI                       | défendre les Vosges et l'Alsace                       |
| 8e armée  | Maximilian von Prittwitz et Georg von Waldersee           | autour d'Insterburg, de Gumbinnen, et d'Allenstein   | six corps (I., XVII. & XX. A.K. ; I. R.K. ; I. & II. Ldw.K.) soit 12 DI et 1 DC                                           | défendre la province de Prusse-Orientale              |

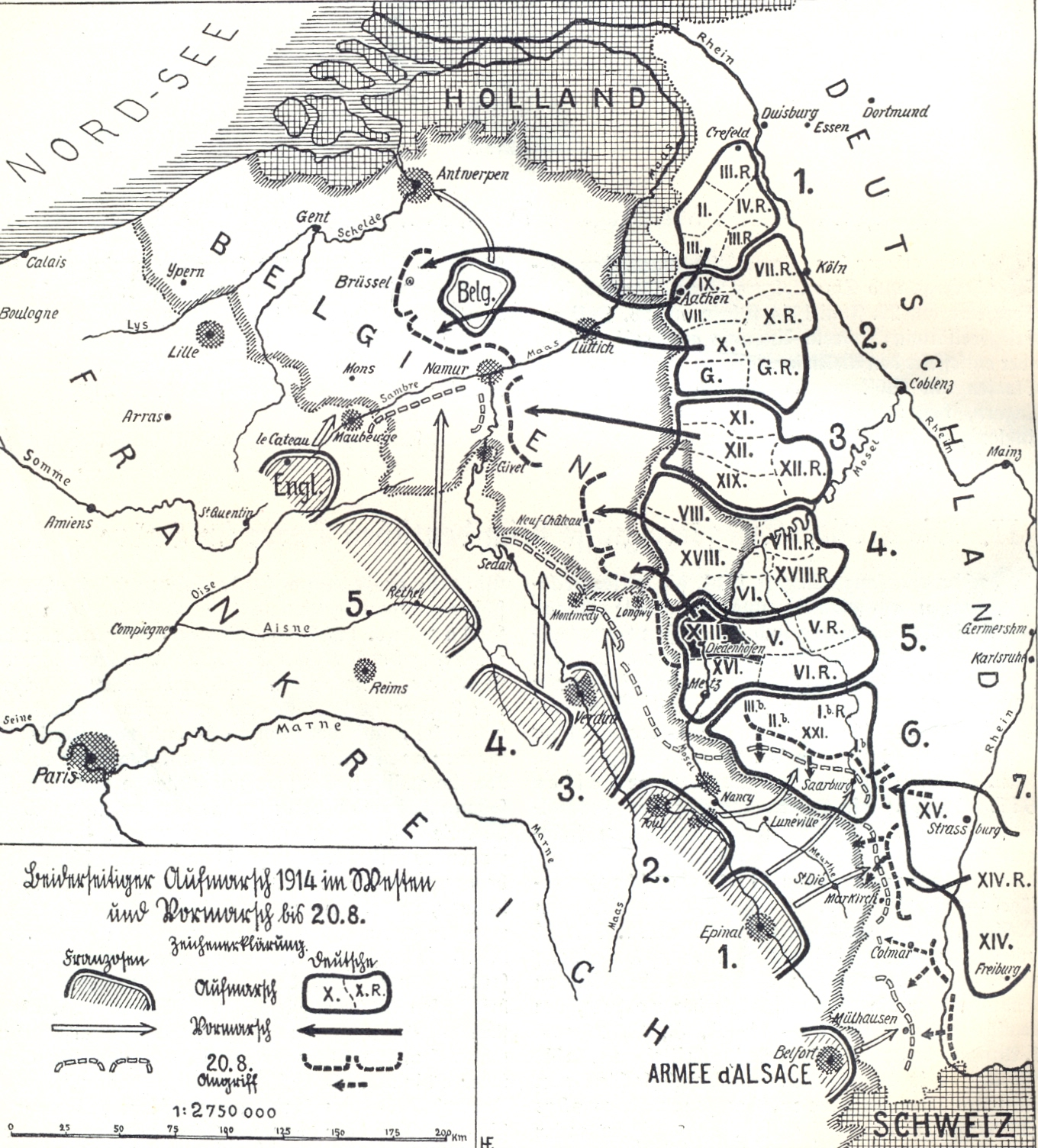
Zones de concentration des armées allemandes à partir du 6 août 1914 et leurs mouvements jusqu'au 20.

Fanion du commandant d'armée.

| AK : Armeekorps                        | DR : Dragoner-Regiment                       | FAB : Feldartillerie-Brigade      |
| FAR : Feldartillerie-Regiment          | FR : Füsilier-Regiment                       | GrenR : Grenadier-Regiment        |
| HR : Husaren-Regiment                  | IB : Infanterie-Brigade                      | ID : Infanterie-Division          |
| IR : Infanterie-Regiment               | KR : Kürassier-Regiment                      | KavB : Kavallerie-Brigade         |
| KavD : Kavallerie-Division             | KavK : Kavalleriekorps                       | Ldw.-Brig. : Landwehr-Brigade     |
| LIR : Landwehr-Infanterie-Regiment     | RD : Reserve-Division                        | RDR : Reserve Dragoner Regiment   |
| RFAR : Reserve Feldartillerie Regiment | RIB : Reserve Infanterie Brigade             | RIR : Reserve-Infanterie-Regiment |
| RK : Reservekorps                      | RRJäg.zPf : Reserve Regiment Jäger zu Pferde | RUR : Reserve Ulanen Regiment     |

## 1rearmée
La 1re armée est commandée par le Generaloberst Alexandre von Kluck (auparavant Generalinspekteur de la 8e inspection de l'armée (de) à Berlin) avec comme chef d'état-major le Generalmajor Hermann von Kuhl.
Regroupant cinq corps d'armée soit dix divisions (six d'active et quatre de réserve, plus trois brigades de Landwehr), ses 230 600 combattants se déploient au nord d'Aix-la-Chapelle.

### II. A.K.
II. Armeekorps (Stettin) : 2e corps d'armée, commandé par le General der Infanterie Alexander von Linsingen.

#### 3. I.D.
3. Infanterie-Division (Stettin) : 3e division d'infanterie, commandée par le Generalleutnant Ferdinand von Trossel.

#### 4. I.D.
4. Infanterie-Division (Bromberg) : 4e division d'infanterie, commandée par le Generalleutnant Günther von Pannewitz.

### III. A.K.
III. Armeekorps (Berlin) : 3e corps d'armée, commandé par le General der Infanterie Ewald von Lochow.

#### 5. I.D.
5. Infanterie-Division (Francfort-sur-l'Oder) : 5e division d'infanterie, commandée par le Generalleutnant Georg Wichura.

#### 6. I.D.
6. Infanterie-Division (Brandebourg-sur-la-Havel) : 6e division d'infanterie, commandée par le Generalmajor Richard Herhudt von Rohden.

### IV. A.K.
IV. Armeekorps (Magdebourg) : 4e corps d'armée, commandé par le General der Infanterie Friedrich Bertram Sixt von Armin.

#### 7. I.D.
7. Infanterie-Division (Magdebourg) : 7e division d'infanterie, commandée par le Generalleutnant Johannes Riedel.

#### 8. I.D.
8. Infanterie-Division (Halle) : 8e division d'infanterie, commandée par le Generalleutnant Georg Karl August Hildebrandt.

### III. R.K.
III. Reservekorps (Berlin) 3e corps de réserve (de), commandé par le General der Infanterie Hans von Beseler.

#### 5. R.D.
5.Reserve-Division (Francfort-sur-l'Oder) : 5e division d'infanterie de réserve, levée dans la IIIe région, commandée par le Generalmajor Richard Voigt.

#### 6. R.D.
6. Reserve-Division (Brandebourg-sur-la-Havel) : 6e division d'infanterie de réserve, levée dans la IVe région, commandée par le Generalleutnant Emil von Schickfuß und Neudorf.

### IV. R.K.
IV. Reservekorps (Magdebourg) : 4e corps de réserve, commandé par le General der Artillerie Hans von Gronau.

#### 7. R.D.
7. Reserve-Division (Magdebourg) : 7e division d'infanterie de réserve, levée dans la IVe région, commandée par le Generalleutnant Bogislav Friedrich von Schwerin.

#### 22. R.D.
22. Reserve-Division (Cassel) : 22e division d'infanterie de réserve, levée dans la XIe région, commandée par le Generalleutnant Otto Riemann.

## 2earmée

Fanion du commandant d'armée.

La 2e armée est commandée par le Generaloberst Karl von Bülow (auparavant Generalinspekteur de la 3e inspection de l'armée à Hanovre) avec comme chef d'état-major le Generalleutnant Otto von Lauenstein.
Regroupant huit corps d'armée, soit 17 divisions (neuf d'active, cinq de réserve, trois de cavalerie et deux brigades de Landwehr), ses 321 820 combattants se déploient d'Eupen à Malmedy.
| Sommaire : | - Haut - G.K. - VII. A.K. - IX. A.K. - X. A.K. - II. Kav.K. - G.R.K. - VII. R.K. - X. R.K. |

### G.K.
Gardekorps (Berlin) : corps de la Garde, commandé par le General der Infanterie Karl von Plettenberg.

#### 1. G.D.

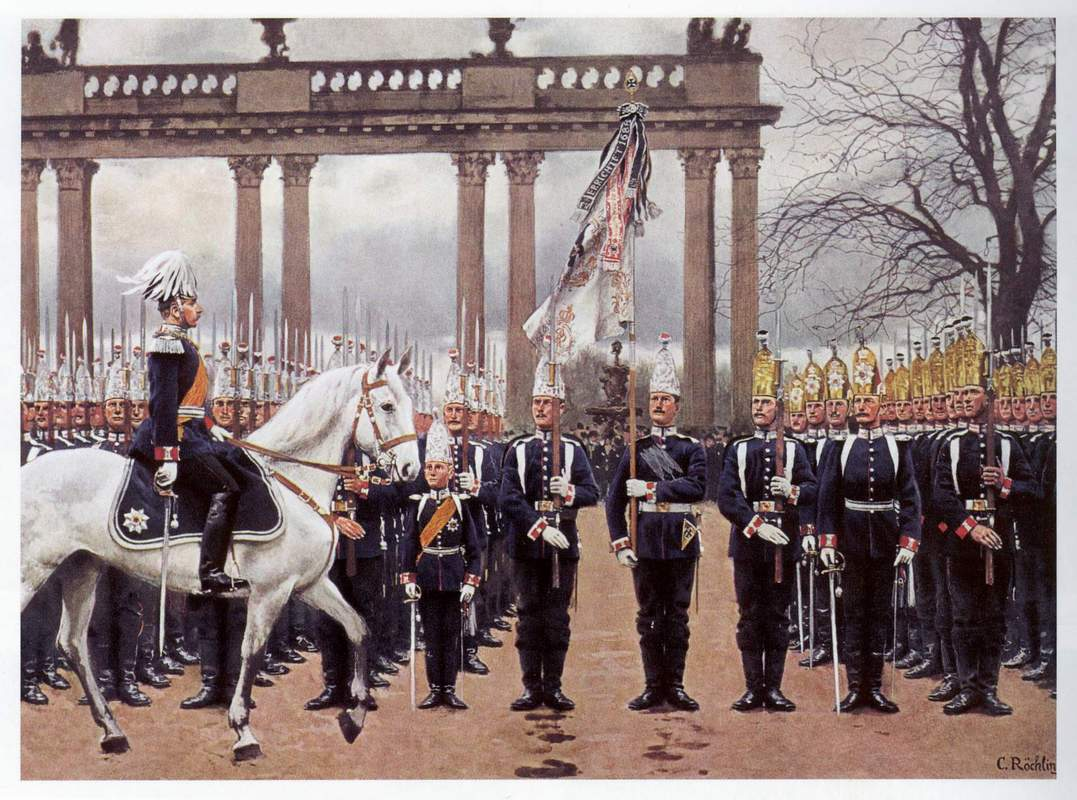
Carl Röchling, Parade im Lustgarten 9.2.1894. Parade à Potsdam du 1er régiment de la Garde.

1. Garde-Division (Berlin) : 1re division de la Garde, commandée par le Generalleutnant Oskar von Hutier.

#### 2. G.D.
2. Garde-Division (Berlin) : 2e division de la Garde, commandée par le Generalleutnant Arnold von Winckler.

### VII. A.K.
VII. Armeekorps (Münster) : 7e corps d'armée, commandé par le General der Kavallerie Karl von Einem, remplacé le 12 septembre (promotion à la tête de la 3e armée) par le General der Infanterie Eberhard von Claer.

#### 13. I.D.
13. Infanterie-Division (Münster) : 13e division d'infanterie, commandée par le Generalleutnant Kurt von dem Borne.

#### 14. I.D.
14. Infanterie-Division (Düsseldorf) : 14e division d'infanterie, commandée par le Generalleutnant Karl Anton von Hohenzollern.

### IX. A.K.
IX. Armeekorps (Altona) : 9e corps d'armée, issu de la 3.Armee-inspektion, commandé par le General der Infanterie Ferdinand von Quast.

#### 17. I.D.
17. Infanterie-Division (Schwerin) : 17e division d'infanterie, commandée par le Generalleutnant Arnold von Bauer.

#### 18. I.D.
18. Infanterie-Division (Flensbourg) : 18e division d'infanterie, commandée par le Generalleutnant Max von Kluge (de).

### X. A.K.
X. Armeekorps (Hanovre) : 10e corps d'armée, issu de la 3.Armee-inspektion, commandé par le General der Infanterie Otto von Emmich.

#### 19. I.D.
19. Infanterie-Division (Hanovre) : 19e division d'infanterie, commandée par le Generalleutnant Max Hofmann.

#### 20. I.D.
20. Infanterie-Division (Hanovre) : 20e division d'infanterie, commandée par le Generalleutnant Alwin Schmundt.

### II. Kav.K.
II. Kavalleriekorps (Höherer Kavallerie Kommandeur 2) : 2e corps de cavalerie (en), commandé par le General der Kavallerie Georg von der Marwitz. Chargé de couvrir le front des 1re et 2e armées pendant le déploiement et le siège de Liège, le 2e corps de cavalerie est affecté à la 1re armée à partir du 27 août.

#### 2. Kav.D.
2. Kavallerie-Division : 2e division de cavalerie, commandée par le Generalleutnant Friedrich Freiherr von Krane.

#### 4. Kav.D.
4. Kavallerie-Division : 4e division de cavalerie, commandée par le Generalleutnant Otto von Garnier.

#### 9. Kav.D.
9. Kavallerie-Division : 9e division de cavalerie, commandée par le Generalmajor Eberhard von Schmettow.

### G.R.K.
Gardereservekorps (Berlin) : corps de réserve de la Garde, commandé par le General der Artillerie Max von Gallwitz.

#### 3. G.D.
3. Garde-Division (Berlin) : 3e division d'infanterie de la Garde, commandée par le Generalleutnant Karl Litzmann.

#### 1. G.R.D.
1. Garde-Reserve-Division (Berlin) : 1er division de réserve de la Garde, commandée par le Generalleutnant Viktor Albrecht.

### VII. R.K.
VII. Reservekorps (Münster) 7e corps de réserve, commandé par le General der Infanterie Johann von Zwehl.

#### 13. R.D.
13. Reserve-Division : 13e division de réserve, levée dans la VIIe région, commandée par le General der Kavallerie Alfred von Kühne.

#### 14. R.D.
14. Reserve-Division : 14e division de réserve, levée dans la VIIe région, commandée par le Generalleutnant Wolfgang von Unger.

### X. R.K.
X. Reservekorps (Berlin) : 10e corps de réserve, commandé par le General der Infanterie Günther von Kirchbach, remplacé le 30 août par le General der Infanterie von Eben.

#### 2. G.R.D.
2. Garde-Reserve-Division : 2e division de réserve de la Garde, levée dans les VIIe et Xe régions, commandée par le Generalleutnant Richard von Süßkind-Schwendi.

#### 19. R.D.
19. Reserve-Division : 19e division de réserve, levée dans la IXe région, commandée par le General der Infanterie Max von Bahrfeldt.

### Landwehr
- 25. gemischte Ldw.-Brig.

- 29. gemischte Ldw.-Brig.

## 3earmée

Fanion du commandant d'armée.

La 3e armée est commandée par le Generaloberst Max von Hausen, remplacé le 12 septembre (il est victime du typhus) par le General der Kavallerie Karl von Einem, avec comme chef d'état-major le Generalmajor Ernst von Hoeppner.
Regroupant cinq corps d'armée soit dix divisions (six d'active, deux de réserve, deux de cavalerie et une brigade de Landwehr), ses 190 540 combattants se déploient au sud de Saint-Vith.
| Sommaire : | - Haut - XI. A.K. - XII. A.K. - XIX. A.K. - I. Kav.K. - XII. R.K. |

### XI. A.K.
XI. Armeekorps (Cassel) : 11e corps d'armée, commandé par le General der Infanterie Otto von Plüskow.

#### 22. I.D.
22. Infanterie-Division (Cassel) : 22e division d'infanterie, commandée par le Generalmajor Karl Dieffenbach.

#### 38. I.D.
38. Infanterie-Division (Erfurt) : 38e division d'infanterie, commandée par le Generalleutnant Ernst Wagner.

### XII. A.K.
XII. Armeekorps (1. Sachsen) (Dresde) : 12e corps d'armée, commandé par le General der Infanterie Karl Ludwig d'Elsa.

#### 23. I.D.
23. Infanterie-Division 1.königliche sachsische Division (Dresde) : 23e division d'infanterie (1re division royale saxonne), commandée par le Generalleutnant Karl von Lindeman.

#### 32. I.D.
32. Infanterie-Division 3.königliche sachsische Division (Bautzen) : 32e division d'infanterie (3e division royale saxonne), commandée par le Generalleutnant Horst Edler von der Planitz.

### XIX. A.K.
XIX. Armeekorps 2. Sachsen (Leipzig) : 19e corps d'armée (de), issu de la 2e inspection de l'armée, commandé par le General der Kavallerie Maximilian von Laffert.

#### 24. I.D.
24. Infanterie-Division 2. königliche sachsische Division (Leipzig) : 24e division d'infanterie (2e division royale saxonne), commandée par le Generalleutnant Hans Krug von Nidda (de).

#### 40. I.D.
40. Infanterie-Division 4. königliche sachsische Division (Chemnitz) : 40e division d'infanterie (4e division royale saxonne), commandée par le Generalleutnant Leo Götz von Olenhusen.

### I. Kav.K.
I. Kavalleriekorps (Höherer Kavallerie Kommandeur 1) : 1er corps de cavalerie (en), commandé par le Generalleutnant Manfred von Richthofen.

#### G.Kav.D.

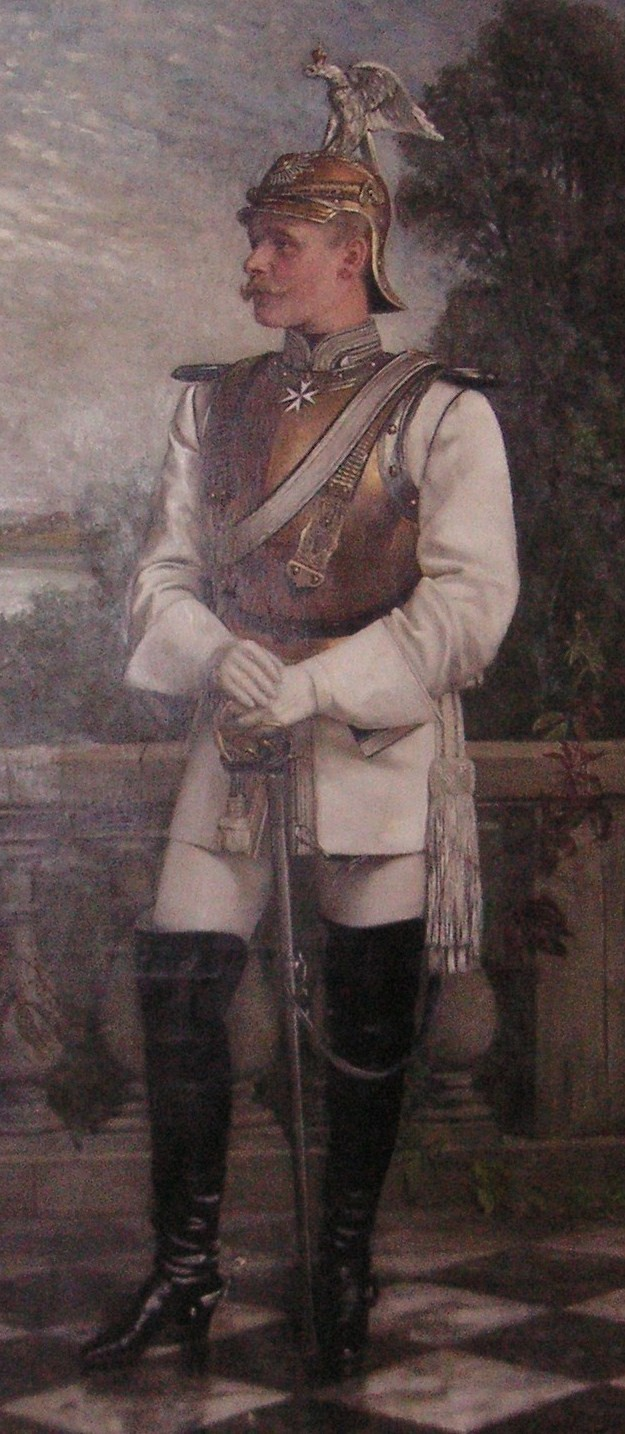
Uniforme de parade des cuirassiers de la Garde.

Garde-Kavallerie-Division (Berlin) : division de cavalerie de la Garde, commandée par le Generalleutnant Adolf von Storch.

#### 5. Kav.D.
5. Kavallerie-Division : 5e division de cavalerie, commandée par le Generalleutnant Karl von Ilsemann (de).

### XII. R.K.
XII. Reservekorps Sächsischses (Münster) : 12e corps de réserve, commandé par le General der Artillerie Hans von Kirchbach.

#### 23. R.D.
23. Reserve-Division : 23e division de réserve, levée dans les XIIe et Xe régions, commandée par le Generalleutnant Alexander von Larisch.

#### 24. R.D.
24. Reserve-Division : 24e division de réserve, levée dans la XIXe région, commandée par le Generalleutnant Oskar von Ehrenthal (de).

### Landwehr
- 47. gemischte Ldw.-Brig.

## 4earmée

Fanion du commandant d'armée.

La 4e armée est commandée par le Generaloberst Albert de Wurtemberg (auparavant Generalinspekteur de la 6e inspection de l'armée (de) à Stuttgart) avec comme chef d'état-major le Generalleutnant Walther von Lüttwitz (remplacé le 26 septembre par le Generalmajor Emil Ilse (de)).
Regroupant cinq corps d'armée soit douze divisions (six d'active, quatre de réserve, deux de cavalerie et une brigade de Landwehr), ses 227 600 combattants se déploient autour de Trèves.
| Sommaire : | - Haut - VI. A.K. - VIII. A.K. - XVIII. A.K. - IV. Kav.K. - VIII. R.K. - XVIII. R.K. |

### VI. A.K.
VI. Armeekorps (Breslau) : 6e corps d'armée, commandé par le General der Infanterie Kurt von Pritzelwitz.

#### 11. I.D.
11. Infanterie-Division (Breslau) : 11e division d'infanterie, commandée par le Generalleutnant Richard von Webern.

#### 12. I.D.
12. Infanterie-Division (Neiße) : 12e division d'infanterie, commandée par le Generalleutnant Martin Chales de Beaulieu.

### VIII. A.K.
VIII. Armeekorps (Coblence) : 8e corps d'armée, commandé par le General der Infanterie Erich Tülff von Tschepe und Weidenbach.

#### 15. I.D.
15. Infanterie-Division (Cologne) : 15e division d'infanterie, commandée par le Generalleutnant Julius Riemann.

#### 16. I.D.
16. Infanterie-Division (Trèves) : 16e division d'infanterie, commandée par le Generalleutnant Kurt von Lindenau.

### XVIII. A.K.
XVIII. Armeekorps (Francfort-sur-le-Main) : 18e corps d'armée, commandé par le General der Infanterie Dedo von Schenck.

#### 21. I.D.
21. Infanterie-Division (Francfort-sur-le-Main) : 21e division d'infanterie, commandée par le Generalmajor Ernst von Oven.

#### 25. I.D.
25. Infanterie-Division Grossherzoglich Hessische Division (Darmstadt) : 25e division d'infanterie (division grand-ducale de Hesse), commandée par le Generalmajor Viktor Kühne.

### IV. Kav.K.
IV. Kavalleriekorps (Höherer Kavallerie Kommandeur 4) : 4e corps de cavalerie (en), commandé par le Generalleutnant Gustav von Hollen.
Renforts d'infanterie : Jäg.Btl. 5 et 6

#### 3. Kav.D.
3. Kavallerie-Division : 3e division de cavalerie, commandée par le Generalmajor Kurt von Unger (de).

#### 6. Kav.D.
6. Kavallerie-Division : 6e division de cavalerie, commandée par le Generalleutnant Egon von Schmettow.

### VIII. R.K.
VIII. Reservekorps : 8e corps de réserve, commandé par le General der Infanterie Wilhelm von und zu Egloffstein (de).

#### 15. R.D.
15. Reserve-Division : 15e division de réserve, levée dans la VIIIe région, commandée par le Generalmajor Eberhard von Kurowski.

#### 16. R.D.
16. Reserve-Division : 16e division de réserve, levée dans la VIIIe région, commandée par le Generalleutnant Wilhelm Mootz.

### XVIII. R.K.
XVIII. Reservekorps 18e corps de réserve, commandé par le General der Infanterie Kuno Arndt von Steuben.

#### 21. R.D.
21. Reserve-Division : 21e division de réserve, levée dans la XVIIIe région, commandée par le Generalleutnant Hermann von Rampacher, remplacé le 2 septembre par le General der Kavallerie Ludwig von Schwerin puis le 7 septembre par le Generalleutnant Ernst von Oidtman (de).

#### 25. R.D.
25. Reserve-Division : 25e division de réserve, levée dans les XIe et XVIIIe régions, commandée par le Generalleutnant Alexander Torgany.

### Landwehr
- 49. gemischte Ldw.-Brig. (Darmstadt)

## 5earmée

Étendard du Kronprinz de Prusse.

La 5e armée est commandée par le Generalleutnant Guillaume de Prusse, Kronprinz (prince-héritier) de Prusse, en remplacement du Generaloberst Hermann von Eichhorn (celui-ci, Generalinspekteur de la 7e inspection de l'armée (de) à Sarrebruck, est victime d'une chute de cheval en mai 1914 et d'une pneumonie) avec comme chef d'état-major le Generalleutnant Konstantin Schmidt von Knobelsdorf.
Regroupant cinq corps d'armée soit dix divisions (six d'active, quatre de réserve et cinq brigades de Landwehr), ses 243 600 combattants se déploient de Thionville à Metz.
| Sommaire : | - Haut - V. A.K. - XIII. A.K. - XVI. A.K. - V. R.K. - VI. R.K. |

### V. A.K.
V. Armeekorps (Posen) : 5e corps d'armée, commandé par le General der Infanterie Hermann von Strantz.

#### 9. I.D.
9. Infanterie-Division (Glogau) : 9e division d'infanterie, commandée par le Generalleutnant Eduard von Below.

#### 10. I.D.
10. Infanterie-Division (Posen) : 10e division d'infanterie, commandée par le Generalleutnant Robert Kosch, remplacé le 8 octobre par le Generalleutnant Alfred von Larisch.

### XIII. A.K.
XIII. Armeekorps (Stuttgart) : 13e corps d'armée, commandé par le General der Infanterie Max von Fabeck.

#### 26. I.D.
26. Infanterie-Division 1.königliche württembergische (Stuttgart) : 26e division d'infanterie (1re division royale du Wurtemberg), commandée par le Generalleutnant Guillaume d'Urach.

#### 27. I.D.
27. Infanterie-Division 2.königliche württembergische (Ulm) : 27e division d'infanterie (2e division royale du Wurtemberg), commandée par le Generalleutnant Franz Graf von Pfeil und Klein-Ellguth.

### XVI. A.K.
XVI. Armeekorps (Metz) : 16e corps d'armée, issu de la 7e inspection de l'armée (de), commandé par le General der Infanterie Bruno von Mudra.

#### 33. I.D.
33. Infanterie-Division (Metz) : 33e division d'infanterie, commandée par le Generalleutnant Franz Reitzenstein, remplacé le 26 septembre par le Generalleutnant Walther von Lüttwitz.

#### 34. I.D.
34. Infanterie-Division (Metz) : 34e division d'infanterie, commandée par le Generalleutnant Walter von Heinemann (de).

### V. R.K.
V. Reservekorps 5e corps de réserve (de), commandé par le General der Infanterie Erich von Gündell.

#### 9. R.D.
9. Reserve-Division : 9e division de réserve, levée dans la Ve région, commandée par le General der Infanterie Hans von Guretzky-Cornitz.

#### 10. R.D.
10. Reserve-Division : 10e division de réserve, levée dans la Ve région, commandée par le Generalleutnant Hermann von Wartenberg (de).

### VI. R.K.
VI. Reservekorps 6e corps de réserve, commandé par le General der Infanterie Konrad Ernst von Goßler.

#### 11. R.D.
11. Reserve-Division : 11e division de réserve, levée dans la VIe région, commandée par le Generalleutnant Karl von Suren, remplacé le 3 novembre par le Generalleutnant Friedrich Rüdiger von Hertzberg.

#### 12. R.D.
12. Reserve-Division : 12e division de réserve, levée dans la VIe région, commandée par le Generalleutnant Hinko von Lüttwitz, remplacé le 30 novembre par le Generalleutnant Hans von Carlowitz.

### Landwehr
- 13. (Kgl. Bayer.) Ldw.-Brig.
- 43. Ldw.-Brig.

- 45. Ldw.-Brig.

- 53. Ldw.-Brig.

- 9. bay.Ldw.-Brig.

## 6earmée

Fanion du commandant d'armée.

La 6e armée est commandée par le Generaloberst Rupprecht de Bavière, Kronprinz (prince-héritier) de Bavière (auparavant Generalinspekteur de la 4.Armee-Inspektion à Munich) avec comme chef d'état-major le Generalmajor Konrad Krafft von Dellmensingen.
Comprenant six corps d'armée soit treize divisions (huit d'active, deux de réserve, trois de cavalerie et une brigade de Landwehr), ses 247 700 combattants se déploient de Saint-Avold à Sarrebourg.
| Sommaire : | - Haut - I. bay.A.K. - II. bay.A.K. - III. bay.A.K. - XXI. A.K. - III. Kav.K. - I. bay.R.K. |

### I. bay.A.K.
I. bayerisches Armeekorps (Munich) : 1er corps d'armée royal bavarois, commandé par le General der Infanterie Oskar von Xylander (de).

#### 1. bay.I.D.
1. bayerische-Infanterie-Division (Munich) : 1re division d'infanterie bavaroise, commandée par le Generalleutnant Albert von Schoch (de).

#### 2. bay.I.D.
2. bayerische-Infanterie-Division (Augsbourg) : 2e division d'infanterie bavaroise, commandée par le Generalleutnant Ludwig Ritter von Hetzel.

### II. bay.A.K.
II. bayerisches Armeekorps (Wurzbourg) : 2e corps d'armée royal bavarois, commandé par le General der Infanterie Karl von Martini (de).

#### 3. bay.I.D.
3. bayerische-Infanterie-Division (Landau in der Pfalz) : 3e division d'infanterie bavaroise, commandée par le Generalleutnant Otto Ritter von Breitkopf.

#### 4. bay.I.D.
4. bayerische-Infanterie-Division (Würzbourg) : 4e division d'infanterie bavaroise, commandée par le Generalleutnant Maximilian Graf von Montgelas, remplacé le 5 novembre par le Generalleutnant Ernst Ritter von Schrott.

### III. bay.A.K.
III. bayerisches Armeekorps (Nuremberg) : 3e corps d'armée royal bavarois (de), commandé par le General der Kavallerie Ludwig von Gebsattel (de).

#### 5. bay.I.D.
5. bayerische-Infanterie-Division (Nuremberg) : 5e division d'infanterie bavaroise, commandée par le Generalleutnant Gustav von Schoch (de).

#### 6. bay.I.D.
6. bayerische-Infanterie-Division (Ratisbonne) : 6e division d'infanterie bavaroise, commandée par le Generalleutnant Maximilian von Höhn (de).

### XXI. A.K.
XXI. Armeekorps (Sarrebruck) : 21e corps d'armée, commandé par le General der Infanterie Fritz von Below.

#### 31. I.D.
31. Infanterie-Division (Sarrebruck) : 31e division d'infanterie, commandée par le Generalleutnant Albert von Berrer (de).

#### 42. I.D.
42. Infanterie-Division (Sarrebourg) : 42e division d'infanterie, commandée par le Generalleutnant Hasso von Bredow.

### III. Kav.K.
III. Kavalleriekorps (Höherer Kavallerie Kommandeur 3) : 3e corps de cavalerie (en), commandé par le General der Kavallerie Rudolf von Frommel.

#### 7. Kav.D.
7. Kavallerie-Division : 7e division de cavalerie, commandée par le Generalleutnant Ernst von Heydebreck (de).

#### 8. Kav.D.
8. Kavallerie-Division (Königlich Sächsische) : 8e division de cavalerie (royal saxon), commandée par le Generalleutnant Günther Graf von der Schulenburg-Hehlen, remplacé le 31 octobre par le Generalleutnant Robert Freiherr von Kap-herr.

#### Bay.Kav.D.
Bayerische Kavallerie-Division : division de cavalerie bavaroise, commandée par le Generalleutnant Otto von Stetten (de), remplacé le 5 novembre par le Generalleutnant Karl von Wenninger.

### I. bay.R.K.
I. bayerisches Reservekorps 1er corps de réserve royal bavarois, commandé par le General der Infanterie Karl von Fasbender (de).

#### 1. bay.R.D.
1. bayerische-Reserve-Division : 1re division de réserve royale bavaroise (de), levée dans la Ire région bavaroise, commandée par le Generalleutnant Alfred Ritter von Göringer.

#### 5. bay.R.D.
5. bayerische-Reserve-Division : 5e division de réserve royale bavaroise (de), levée dans la IIIe région bavaroise, commandée par le General der Infanterie Friedrich Kreß von Kressenstein (de).

### Landwehr
- 5. bay.Ldw.-Brig.

## 7earmée

Fanion du commandant d'armée.

La 7e armée est commandée par le Generaloberst Josias von Heeringen (auparavant Generalinspekteur de la 2e inspection de l'armée à Berlin) avec comme chef d'état-major le Generalleutnant Karl Heinrich von Hänisch.
Comprenant trois corps d'armée soit six divisions (quatre d'active, deux de réserve et quatre brigades de Landwehr), ses 154 380 combattants se déploient de Strasbourg à Fribourg.
| Sommaire : | - Haut - XIV. A.K. - XV. A.K. - XIV. R.K. |

### XIV. A.K.
XIV. Armeekorps (Karlsruhe) : 14e corps d'armée, commandé par le General der Infanterie Ernst von Hoiningen, remplacé le 31 août par le Generalleutnant Theodor von Watter.

#### 28. I.D.
28. Infanterie-Division (Karlsruhe) : 28e division d'infanterie, commandée par le Generalleutnant Kurt von Kehler.

#### 29. I.D.
29. Infanterie-Division (Fribourg-en-Brisgau) : 29e division d'infanterie, commandée par le Generalleutnant August Isbert (de).

### XV. A.K.
XV. Armeekorps (Strasbourg) : 15e corps d'armée, commandé par le General der Infanterie Berthold Deimling.

#### 30. I.D.
30. Infanterie-Division (Strasbourg) : 30e division d'infanterie, commandée par le Generalleutnant Johannes von Eben, remplacé le 29 août par le Generalleutnant Adolf Wild von Hohenborn, lui-même remplacé le 7 novembre par le Generalmajor Karl Friedrich Surén, remplacé le 17 décembre par le Generalmajor Friedrich von Gontard.

#### 39. I.D.
39. Infanterie-Division (Colmar) : 39e division d'infanterie, commandée par le Generalleutnant Theodor von Watter, remplacé le 31 août par le General der Infanterie Hugo von Kathen.

### XIV. R.K.
XIV. Reservekorps 14e corps de réserve, commandé par le General der Artillerie Richard von Schubert (de).

#### 26. R.D.
26. Reserve-Division : 26e division de réserve, levée dans la XIIIe région, commandée par le General der Infanterie Franz von Soden.

#### 28. R.D.
28. Reserve-Division : 28e division de réserve, levée dans la XIVe région, commandée par le Generalleutnant Curt von Pavel.

### Landwehr
- 55. Ldw.-Brig. affectée au renforcement des Deckungstruppen Oberrhein (troupes de couverture du Rhin Supérieur) qui sont chargées de défendre la Haute-Alsace.

- 60. Ldw.-Brig. Hauptreserve (réserve principale) de la place forte de Strasbourg.

- 1. bay.Ldw.-Brig.

- 2. bay.Ldw.-Brig.

## 8earmée

Fanion du commandant d'armée.

La 8e armée est commandée par le Generaloberst Maximilian von Prittwitz (auparavant Generalinspekteur de la 1re inspection de l'armée (de) à Dantzig) avec comme chef d'état-major le Generalmajor Georg von Waldersee, remplacés le 22 août par le Generaloberst Paul von Hindenburg et le Generalmajor Erich Ludendorff.
Regroupant six corps soit treize divisions (six d'active, deux de réserve, une de cavalerie et quatre de Landwehr), ses 230 070 combattants se déploient autour d'Insterbourg, de Gumbinnen et d'Allenstein.
| Sommaire : | - Haut - I. A.K. - XVII. A.K. - XX. A.K. - 1. Kav.D. - I. R.K. - I. Ldw.K. - II. Ldw.K. |

### I. A.K.
I. Armeekorps (Königsberg) : 1er corps d'armée, commandé par le Generalleutnant Hermann von François.

#### 1. I.D.
1. Infanterie-Division (Königsberg) : 1re division d'infanterie, commandée par le Generalleutnant Richard von Conta.

#### 2. I.D.
2. Infanterie-Division (Insterburg) : 2e division d'infanterie, commandée par le Generalleutnant Adalbert von Falk.

### XVII. A.K.
XVII. Armeekorps (Danzig) : 17e corps d'armée, commandé par le General der Kavallerie August von Mackensen.

#### 35. I.D.
35. Infanterie-Division (Thorn) : 35e division d'infanterie, commandée par le Generalleutnant Otto Hennig, remplacé le 25 novembre par le Generalmajor Johannes von Hahn.

#### 36. I.D.
36. Infanterie-Division (Danzig) : 36e division d'infanterie, commandée par le Generalleutnant Konstanz von Heineccius.

### XX. A.K.
XX. Armeekorps (Allenstein) : 20e corps d'armée, issu de la 1re inspection de l'armée (de), commandé par le General der Artillerie Friedrich von Scholtz.

#### 37. I.D.
37. Infanterie-Division (Allenstein) : 37e division d'infanterie, commandée par le Generalleutnant Hermann von Staabs.

#### 41. I.D.
41. Infanterie-Division (Deutsch Eylau) : 41e division d'infanterie, commandée par le Generalleutnant Leo Sontag, remplacé le 17 septembre par le Generalmajor Alfred von Böckmann (de) puis le 27 novembre par le Generalleutnant Heinrich Schmidt von Knobelsdorff.

### 1. Kav.D.
1. Kavallerie-Division : 1re division de cavalerie, commandée par le Generalleutnant Hermann Brecht.

### I. R.K.
I. Reservekorps : 1er corps de réserve, commandé par le General der Infanterie Otto von Below.

#### 1. R.D.
1. Reserve-Division : 1re division de réserve, levée dans les Ire et XXe régions, commandée par le Generalleutnant Sigismund von Förster.

#### 36. R.D.
36. Reserve-Division : 36e division de réserve, levée dans la XVIIe région, commandée par le Generalleutnant Kurt Kruge.

### I. Ldw.K.
D'abord appelée 1. Landwehr-Division ou Landwehr-Division Goltz au début de la mobilisation : 1re division de Landwehr, l'ajout de renforts à la fin de la période de concentration lui donne la taille d'un corps d'armée, ultérieurement appelé « 1er corps de Landwehr », commandé par le Generalleutnant Georg Freiherr von der Goltz.

#### Div. Jacobi
La division Jacobi est créée à partir de la 1. Landwehr-Division ; elle est commandée par le General der Infanterie Albano von Jacobi.

#### Div. Einem
La division Einem est créée à partir de la 1. Landwehr-Division ; elle est commandée par le Generalleutnant Ernst von Einem.

### II. Ldw.K.
Landwehrkorps Schlesien : corps de Landwehr silésien, appelé plus tard « 2e corps de Landwehr », commandé par le General der Infanterie Remus von Woyrsch, remplacé le 3 décembre par le Generalleutnant Götz Freiherr von König.

#### 3. Ldw.D.
3. Landwehr-Division : 3e division de Landwehr, commandée par le Generalleutnant Götz von König, remplacé le 17 décembre par le Generalleutnant Hermann Rieß von Scheurnschloß (de).

#### 4. Ldw.D.
4. Landwehr-Division : 4e division de Landwehr (de), commandée par le Generalleutnant Rudolf von Wegener.

## Grandes unités autonomes
Toutes les unités de l'armée allemande ne sont pas immédiatement affectées aux huit armées. Il y a d'abord le 9e corps de réserve qui reste au nord de Hambourg avant d'être envoyé en Belgique ; ensuite il y a plusieurs divisions de réserve, de marine et d’Ersatz, affectées rapidement aux différentes armées ; puis des brigades de Landwehr, la plupart elles aussi rapidement envoyées au front ; enfin pour assurer les garnisons, il reste des régiments de Landwehr et des bataillons de Landsturm.

### IX. R.K.
IX. Reservekorps : 9e corps de réserve, commandé par le General der Infanterie Max von Boehn. Ce corps, mobilisé et concentré dans la province du Schleswig-Holstein, est chargé de la surveillance de la frontière danoise (l'invasion du Danemark par l'Allemagne a été envisagée en 1899 puis en 1902-1905) et des côtes de la mer du Nord (en cas de débarquement britannique). Quatre brigades de Landwehr lui sont adjointes (les 33e, 34e, 37e et 38e, formant le hoherer Landwehr-kommandeur 1. du Generalleutnant von der Goltz), le tout formant avec le corps d'armée et les bataillons en garnison sur les îles ce qui a été appelé la Nordarmee, l'armée du Nord, sous les ordres de Boehn.
Si la Landwehr est très vite envoyée sur le front de l'Est, le corps d'armée est envoyé en Belgique à partir du 23 août, arrivant à Louvain le 25 puis à Bruxelles le 30. Le 3 septembre, il est affecté au siège d'Anvers.

#### 17. R.D.
17. Reserve-Division : 17e division de réserve, commandée par le Generalleutnant Gustav Wagener.

#### 18. R.D.
18. Reserve-Division : 18e division de réserve, commandée par le Generalleutnant Karl Wilhelm von Gronen.

### Divisions

#### 3. R.D.
3. Reserve-Division : 3e division de réserve formée par la IIe région (Poméranie), commandée par le Generalleutnant Kurt von Morgen, elle est rattachée à la 8e armée dès la fin de la mobilisation.

#### 30. R.D.
30. Reserve-Division : 30e division de réserve, formée par la XXIe région et la IIIe bavaroise, commandée par le Generalleutnant Karl Albert von Knoerzer. Affectée comme Hauptreserve der Festung Straßburg (réserve principale de la place forte de Strasbourg), elle est rattachée à la 7e armée puis engagée dans les Vosges à partir du 17 août.

#### 33. R.D.
33. Reserve-Division : 33e division de réserve, formée par la XVIe région, commandée par le Generalleutnant Viktor Karl Wilhelm Bausch. Affectée comme Hauptreserve der Festung Metz (réserve principal de la place forte de Metz), elle est rattachée à la 5e armée puis engagée le 20 août à Nomeny, ensuite près d'Étain les 24-25 août.

#### 35. R.D.
35. Reserve-Division : 35e division de réserve, composée de Landwehr, commandée par le Generalleutnant Max Philipp von Schmettau. Affectée comme Hauptreserve der Festung Thorn (réserve principale de la place forte de Thorn), la division est rattachée à la 8e armée puis engagée autour de Soldau et Thorn.

#### Marine-Division
Marine-Division : division de marine, commandée par l'amiral Ludwig von Schröder. La Marine-Infanterie-Brigade (commandée par le Generalmajor Carl von Wiechmann) est composée à Kiel lors de la mobilisation avec comme noyau d'active le I. Seebataillon complété par des réservistes de la marine. Le II. Seebataillon est à Wilhelmshaven, tandis que le III. est bloqué à Tsingtao (Tsingtau). Le 23 août, la brigade est renforcée avec deux régiments de matelots pour devenir une division, puis elle est envoyée au siège d'Anvers (elle prend position à partir du 6 septembre).

#### G.E.D.
Garde Ersatzdivision : division de remplacement de la Garde, commandée par le Generalleutnant Reinhold von Twardowski. La division est rattachée à la 6e armée, débarque à Saverne le 19 août et reste en réserve lors de la bataille de Sarrebourg le 20.

#### 4. E.D.
4. Ersatzdivision : 4e division de remplacement, commandée par le Generalleutnant	Albert von Werder. La division est rattachée à la 6e armée, débarque à Téterchen et sert de réserve au 2e corps bavarois le 20 août.

#### 8. E.D.
8. Ersatzdivision : 8e division de remplacement, commandée par le Generalleutnant	Friedrich von Hausmann. La division est mise à disposition de la 6e armée en août.

#### 10. E.D.
10. Ersatzdivision : 10e division de remplacement, commandée par le General der Infanterie Georg von Gayl. La division est rattachée à la 6e armée, débarque les 17-18 août à Sarrelouis et mis à la suite du 3e corps bavarois.

#### 19. E.D.
19. Ersatzdivision : 19e division de remplacement (saxon), commandée par le Generalmajor Adolf Müller, remplacé le 21 août par le Generalleutnant Otto von Tettenborn. Débarquée le 18 août à Strasbourg, la division est engagée dans la vallée de la Bruche le 20.

#### Bay.E.D.
Bayerische Ersatzdivision : division bavaroise de remplacement, commandée par le General der Infanterie Eugen Ritter von Benzino. La division débarque les 17-18 août à Sélestat, puis est engagée dans les Vosges.

#### 2. Ldw.D.
2. Landwehr-Division : 2e division de Landwehr, créée par regroupement des quatre brigades du hoherer Landwehr-kommandeur 2., commandée par le Generalleutnant Adolf Franke, elle est affectée à la 5e armée.

### Brigades
Des gemischte Landwehr-Brigaden (brigades mixtes de Landwehr), comprenant un petit état-major, de l'infanterie, de la cavalerie et de l'artillerie, sont créées lors de la mobilisation. Plusieurs de ces brigades sont affectées aux différentes armées, pour servir de troupes auxiliaires (prévues notamment pour assurer les sièges des places fortes adverses), mais aussi aux principales forteresses de l'Empire : dans ce dernier cas, leur mission est de servir de Hauptreserve (réserve principale), l'équivalent de la « défense mobile » des places fortes françaises.
- Königsberg :
  - 9. Landwehr-Brigade (Ldw.I.R. 24 et 48) ;
  - Ersatz-Infanterie-Brigade Königsberg ;
  - Reserve-Dragoner-Regiment Nr. 1 ;
  - Ersatz-Kavallerie-Regiment I. A.K. ;
  - Ersatz Feldartillerie-Regiment ;
- 19. Landwehr-Brigade (Ldw.I.R. 47, 72 et 133) à Posen ;
- 21. Landwehr-Brigade (Ldw.I.R. 10 et 38) à Breslau ;
- 30. Landwehr-Brigade (Ldw.I.R. 25 et 65) à Metz (en plus de la 33. R.D.) ;
- 31. Landwehr-Brigade (Ldw.I.R. 30 et 68) à Metz ;
- 52. Landwehr-Brigade (Ldw.I.R. 121 et 123) à Strasbourg (en plus de la 30. R.D.) ;
- 69. Landwehr-Brigade (Ldw.I.R. 21 et 61) à Graudenz.

### Garnisons
Des régiments de Landwehr sont affectés comme garnison aux forts (le 1. LIR à Königsberg-Pillau, le 8e à Thorn, le 15e à Thionville, le 17e à Metz, le 39e à Cologne, les 71e et 82e à Strasbourg, le 87e à Mayence, le 101e à Graudenz, le 119e à Neuf-Brisach, le 120e à Strasbourg, le 122e à Ulm, ainsi que les 8.bay.LIR et 10.bay.LIR à Germersheim), tandis que chacun des 24 régiments des Ire, XVIIe et XXe régions forme un bataillon d'Ersatz affecté comme renfort aux garnisons des forteresses de l'Est.
Les îles et côtes allemandes de la mer du Nord reçoivent aussi des troupes d'infanterie à partir du 17 août (au sein de la Nordarmée) :
- sur l'île de Borkum les 1er et 2e bataillons du 79e régiment de réserve, l'île de Sylt les 1er et 2e bataillons du 85e régiment de Landwehr, l'île de Pellworm le 3e du 85. LIR, chacune de ces trois îles recevant aussi une batterie d'artillerie à pied (Festunggeschütze)[16] ;
- à Hambourg les 2e et 3e bataillons du 75. LIR, Brême le 1er bataillon et Cuxhaven le 4e du même régiment ;
- à Rostock le 4e bataillon du 76. LIR, Wismar le 5e du même régiment[17] ;
- à Wilhelmshaven une brigade d'infanterie de marine formée autour du noyau du II. Seebataillon (base de la future 2e division de marine).

Enfin, les 340 bataillons de Landsturm sont affectés à partir de la fin août pour servir de garnisons dans les territoires occupés, pour la surveillance des voies de communications et comme garnisons des villes de l'intérieur.